# 小行星7205
小行星7205（英語：7205 Sadanori）是一颗围绕太阳公转的小行星。1995年12月21日，小林隆男在大泉町发现了此天体。
这颗小行星的绝对星等为337.3006783969005等。